# Institut français des relations internationales
L'Institut français des relations internationales (IFRI; in italiano: Istituto francese di relazioni internazionali) è un think tank dedicato agli affari internazionali, con sede a Parigi.
L'associazione è stata fondata nel 1979 dall'accademico Thierry de Montbrial, ispiratosi al modello statunitense degli istituti di ricerca. L'IFRI si propone di riunire decisori e ricercatori per sviluppare la ricerca e il dibattito sui grandi temi internazionali contemporanei.
Nel 2020 Global Go To Think Tanks Report dell'Università della Pennsylvania, l'Istituto si è classificato al quinto posto tra i migliori think tank al mondo (secondo in Europa dopo Bruegel).